# Xylotrupes socrates
Xylotrupes socrates es una especie de escarabajo rinoceronte del género Xylotrupes, familia Scarabaeidae. Fue descrita científicamente por Schauffus en 1864.
Se distribuye por la región oriental. Habita en India (Bihar, Odisha, Assam, Meghalaya, Bengala Occidental), Birmania, Tailandia, 
Bangladés, Laos, Camboya, Vietnam y Nepal.

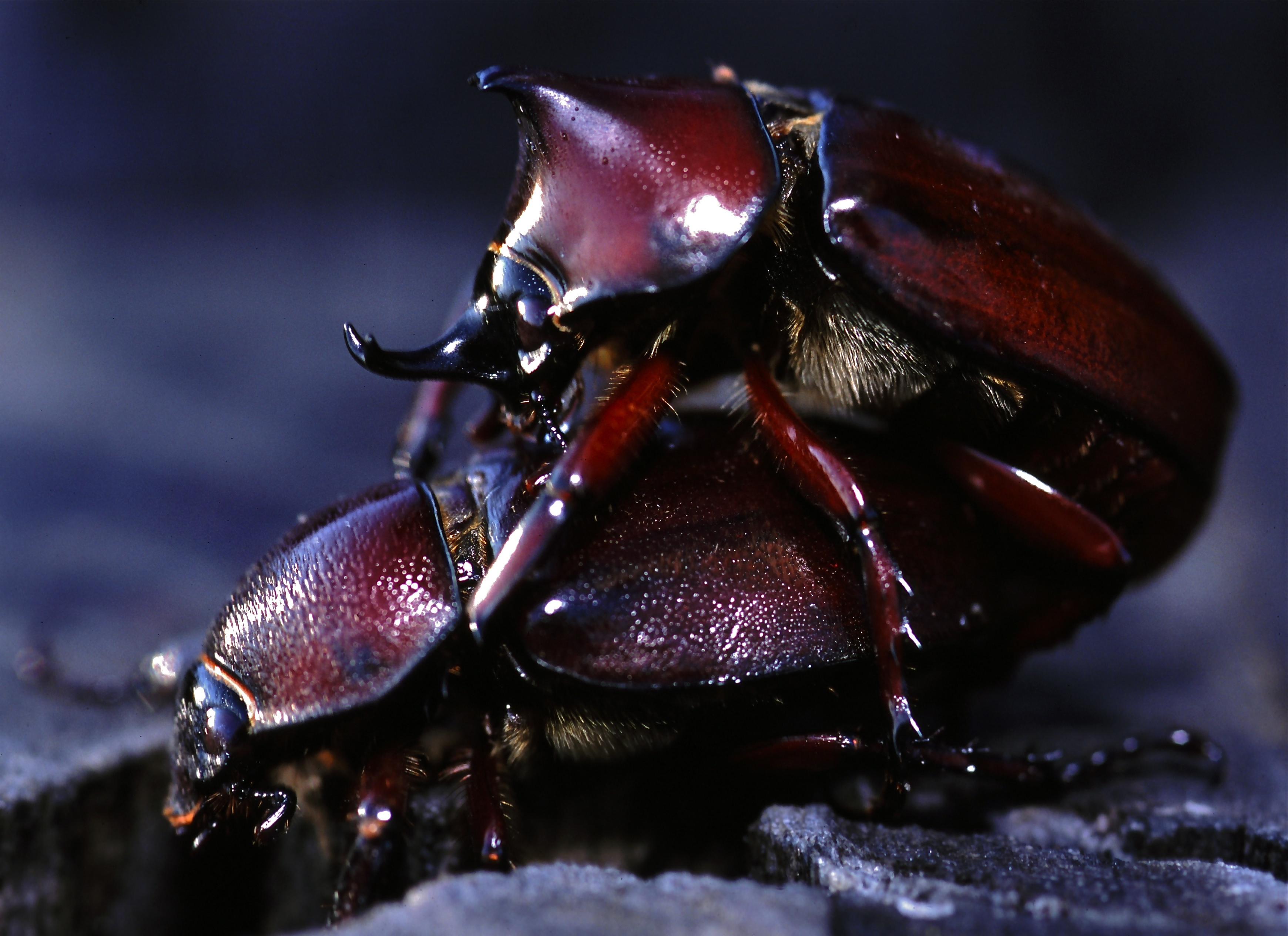
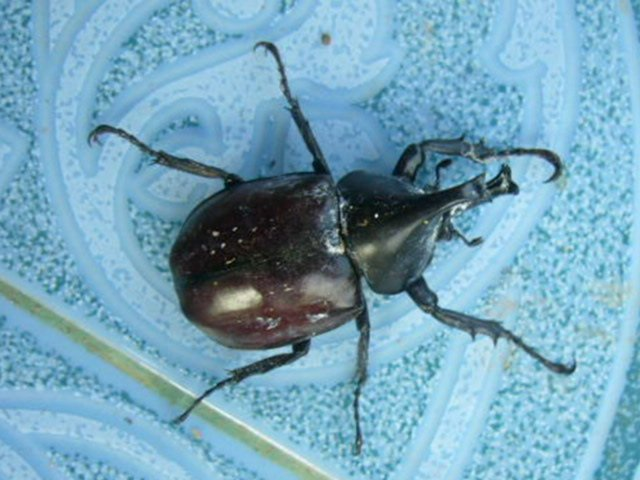
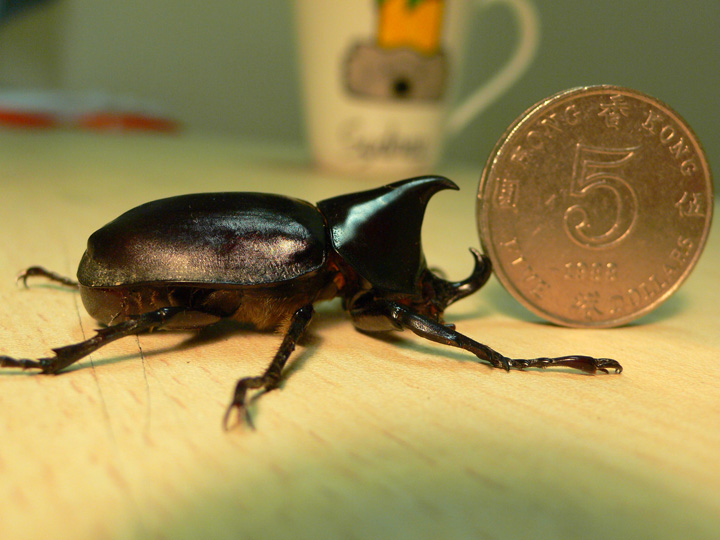
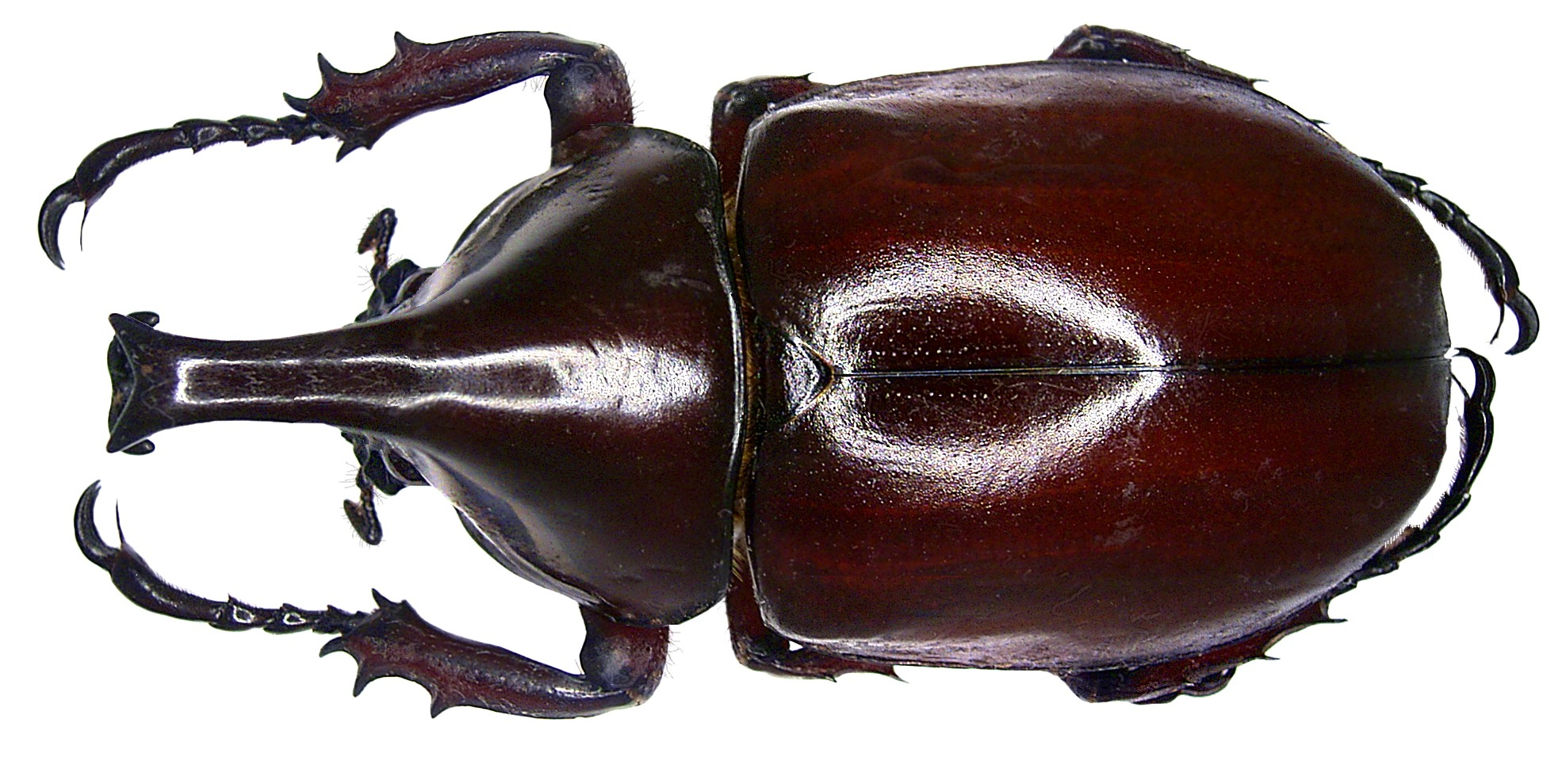
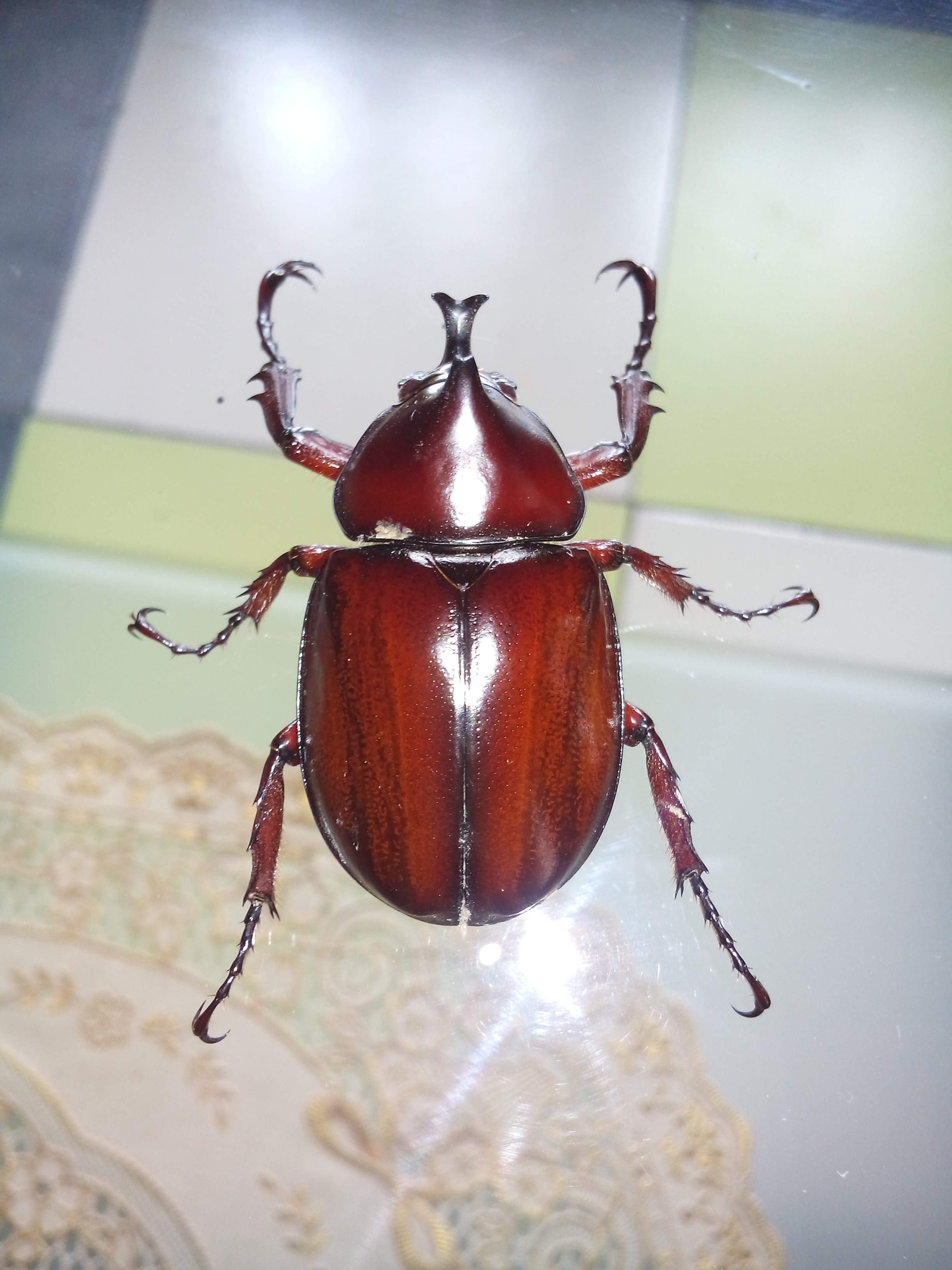